# Troides oblongomaculatus
Troides oblogomaculatus — дневная бабочка из рода Troides семейства Парусников.

## Описание

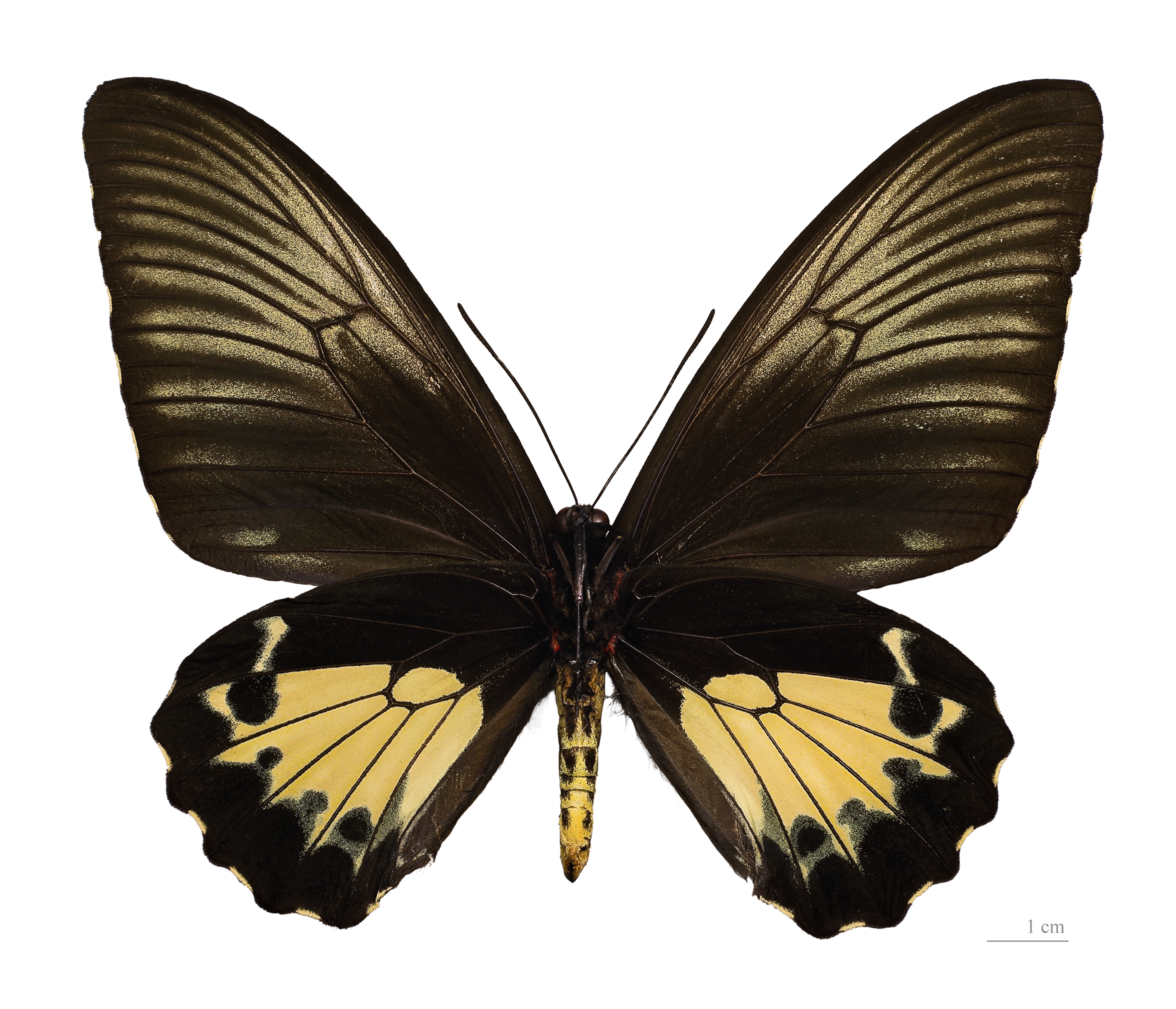
Самка Troides oblogomaculatus papuensis

Крупные бабочки с размахом крыльев до 18 см. Половой диморфизм выражен относительно слабо. Самка несколько крупнее самца. Основной фон крыльев самца бархатистый, чёрного цвета. На верхней стороне задних крыльев центральные поля имеют крупное ярко-жёлтое пятно.
Основной фон крыльев самки — чёрно-бурый с выраженным белым напылением вдоль жилок на передних крыльях. Центральное пятно на нижних крыльях менее яркое, серо-жёлто-пепельного цвета, с крупными вытянутыми треугольными чёрными либо чёрно-бурыми пятнами, по одному в каждой ячейке крыла.
Гусеницы питаются на кирказонах Aristolochia acuminata и Aristolochia tagala.

## Ареал
Индонезия (южный Сулавеси, Салаяр (Кабия), Танахджампеа, Сула, Буру, Серам, Амбон, Серамлаут, Ватубела, Банда-Ис, Салавати, Скоутен-Ис (Япен) и Ириан-Джая) и Папуа-Новая Гвинея. 

## Подвиды
Выделяют девять подвидов:
- Т. о. oblongomaculatus (Goeze, 1779) Серам, Амбон, Сапаруа, Харуку, Серам Лаут, Гесер, Нуса Лаут, Нуса.
- Т. о. thestius  (Staudinger, 1896) с островов Салая.
- Т. о. bouruensis (Wallace, 1865) с островов Буру, Сула Манголе
- Т. о. asartia  (Rothschild, 1908) с острова Серам Лаут.
- Т. о. bandensis Pagenstecher, 1904 с островов Банда
- Т. о. hanno Fruhstorfer, 1904 с островов Горонг, Ватубела, Касиуи, Тиффур
- Т. о. papuensis  (Wallace, 1865) из Папуа — Новой Гвинеи
- Т. о. ilonae Schäffler, 1999 с острова Япен.
- Т. о. cyclop Rumbucher & Schäffler, 2005 с островов Манипа и Келанг.

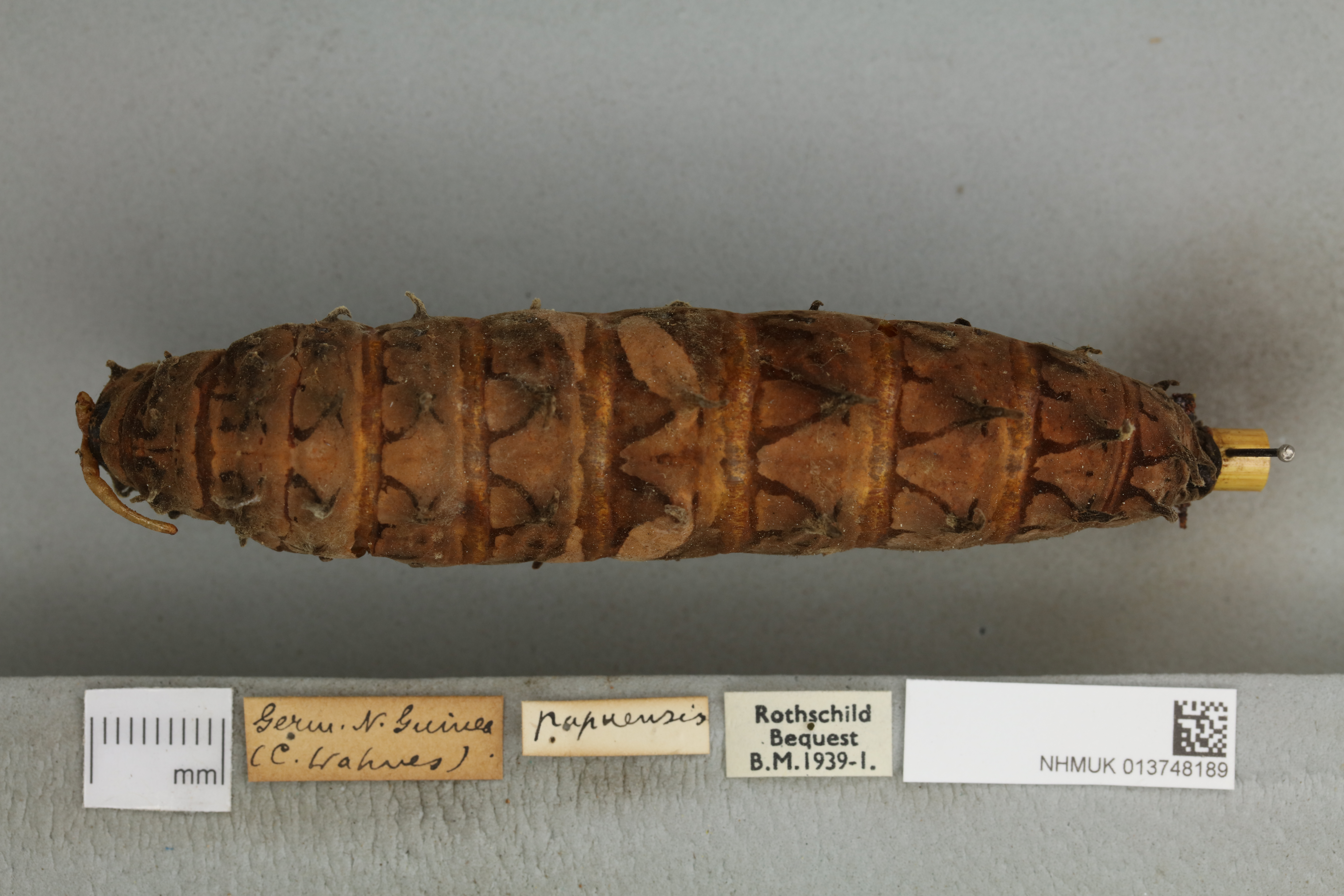
Troides oblongomaculatus papuensis Гусеница
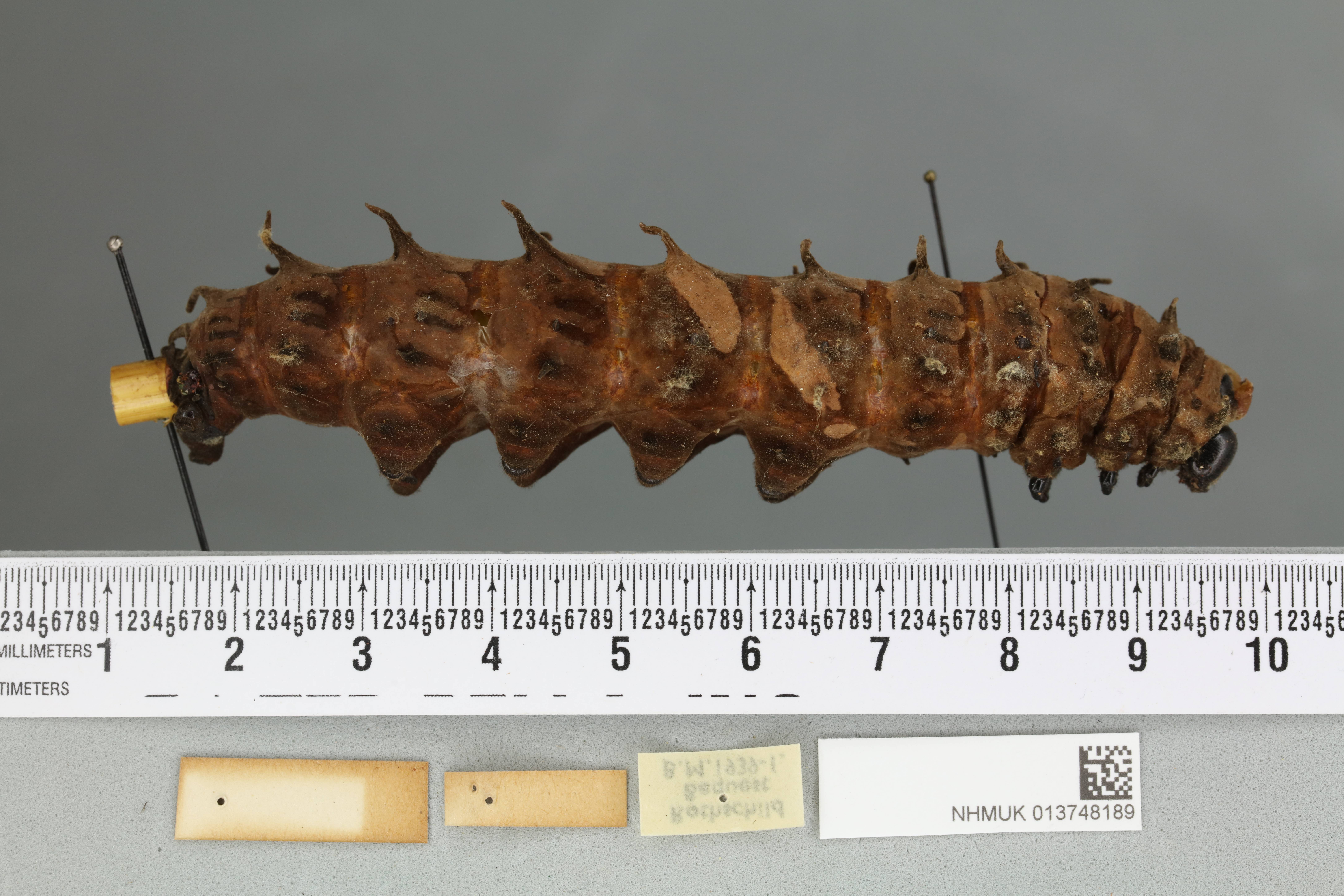
Troides oblongomaculatus papuensis Гусеница
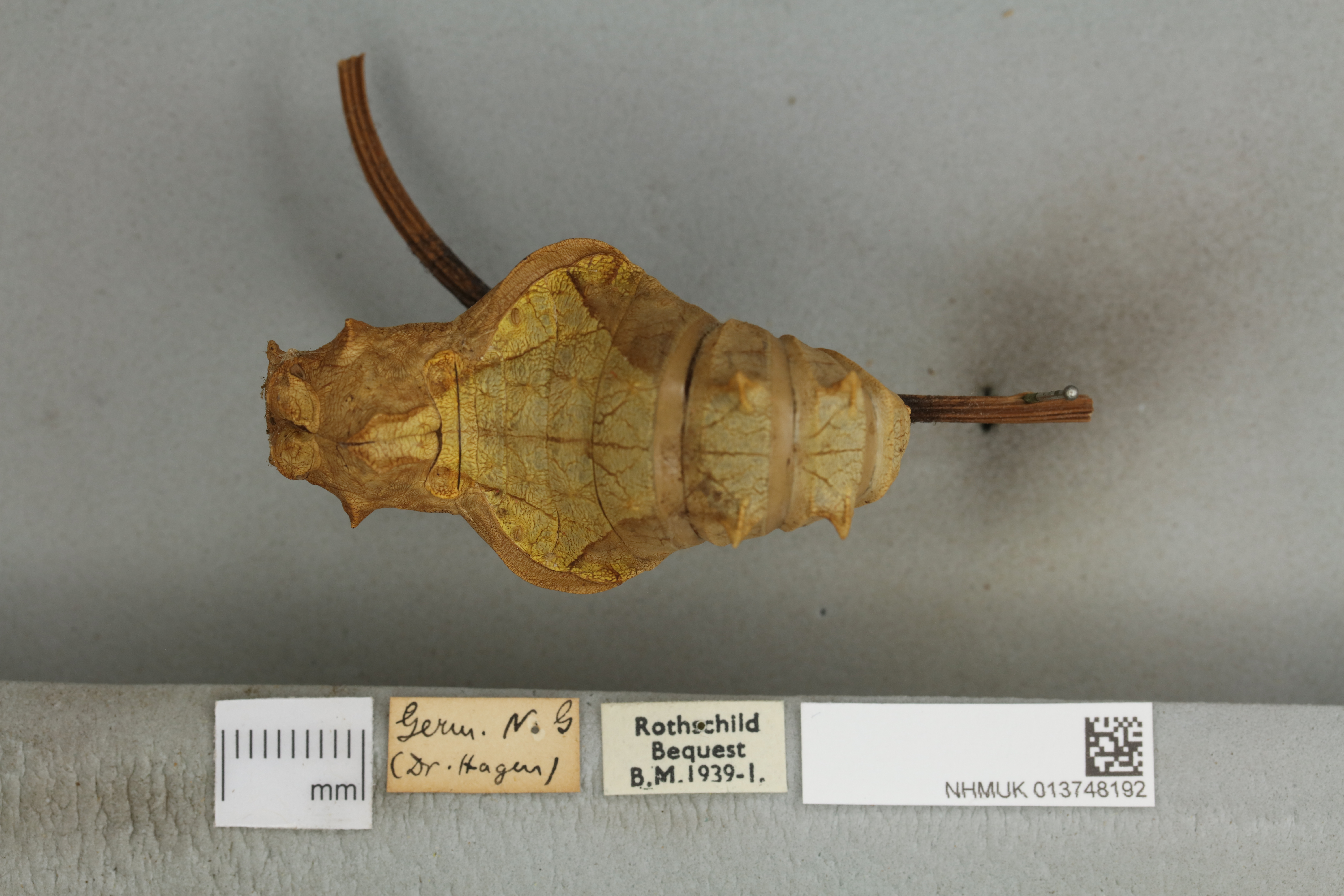
Troides oblongomaculatus papuensis Куколка
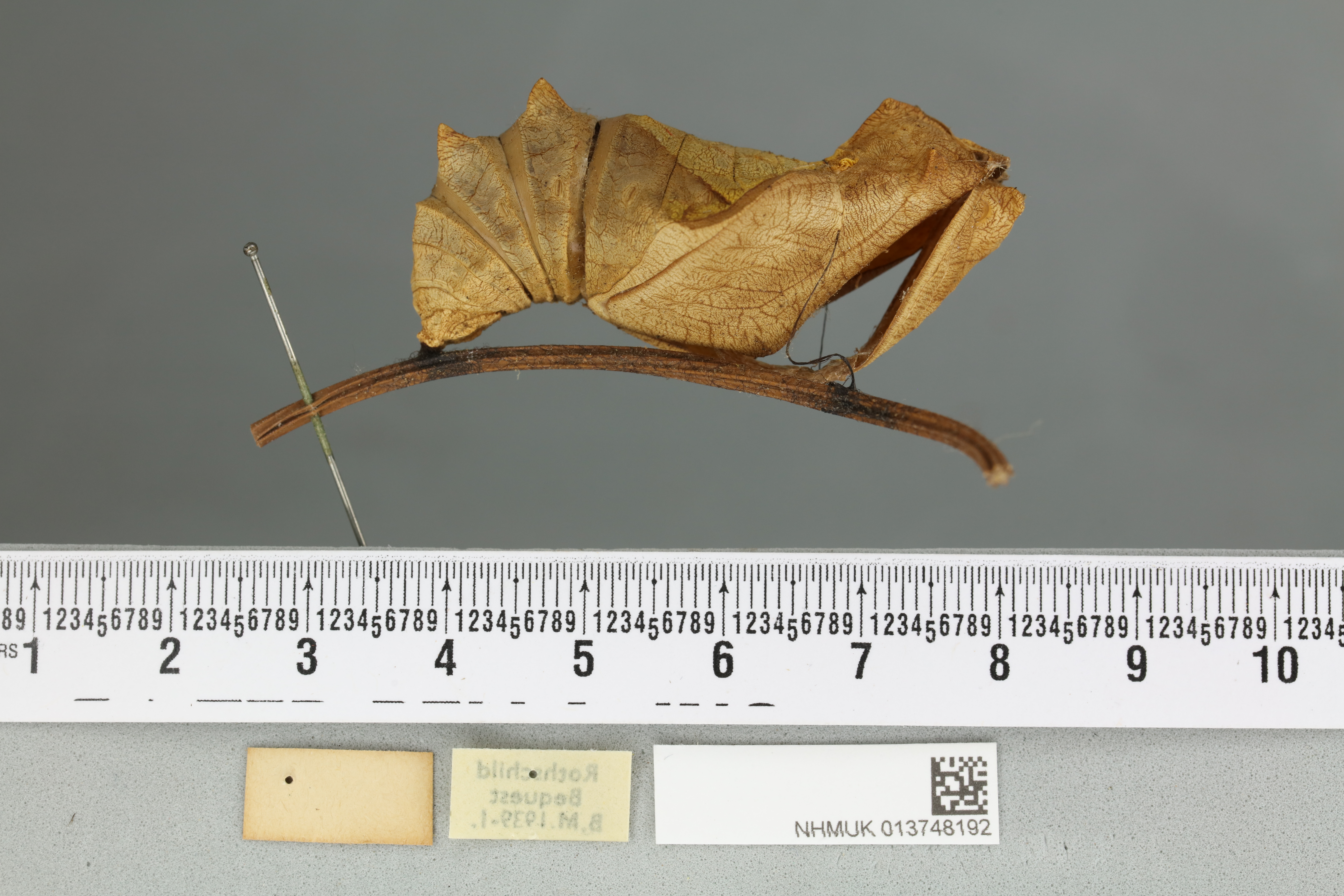
Troides oblongomaculatus papuensis Куколка

## Замечания по охране
Вид занесён в перечень чешуекрылых экспорт, реэкспорт и импорт которых регулируется в соответствии с Конвенцией о международной торговле видами дикой фауны и флоры, находящимися под угрозой исчезновения (СИТЕС).